# Vodní mlýn v Habřině
Vodní mlýn v Habřině u Úštěku v okrese Litoměřice je vodní mlýn, který stojí na Červeném potoce. Je chráněn jako nemovitá kulturní památka České republiky.

## Historie
Mlýn pochází z 1. poloviny 19. století.

## Popis
Areál se skládá z předního obytného domu a zadní mlýnice. Obytný dům má roubené patro na druhotně zazděné podstávce se sedlovou střechou s čelní lomenicí, mlýnice je zděná s drobnou lednicí po boku a obsahuje mlýnskou technologii. Voda na vodní kolo vedla náhonem. V roce 1930 měl mlýn jedno kolo na svrchní vodu (spád 7m, výkon 5HP).